# Mathew Fraser
Mathew Fraser   (Estats Units d'Amèrica, 25 de gener de 1990) és un atleta professional americà de CrossFit conegut per haver guanyat els CrossFit Games dels anys 2016, 2017, 2018, 2019 i 2020, juntament en els quatre darrers anys amb Tia-Clair Toomey en la categoria femenina. En el 2014 i 2015 va fer el segon lloc. Després d'una bona actuació el 2014, i la jubilació del 4 vegades campió Ric Froning Jr., fou el favorit per guanyar el 2015, però va ser eliminat en l'esdeveniment final per Ben Smith. El 2016, Fraser va acabar en primer lloc i Smith va acabar el segon. És fill dels patinadors artístics canadencs Don Fraser i Candace Jones.
El 2 de febrer de 2021, l'esportista va publicar en el seu compte d'Instagram l'anunci sobre la seva retirada de la competició professional en els Crossfit Games, tot mostrant interés per seguir vinculat a la comunitat del Crossfit.